# Luigi Luzzi
Luigi Luzzi (Olevano di Lomellina, 27 marzo 1824 – Stradella, 26 febbraio 1876) è stato un compositore italiano.

## Biografia
Nacque a Olevano di Lomellina, in provincia di Pavia, da famiglia di origine mortarese e di estrazione liberale e patriottica.
Lo zio paterno, Fortunato, e quello materno, avvocato Luigi Rossi, ebbero parte attiva nei moti rivoluzionari del 1821; il secondo divenne senatore del Regno Sardo nel 1853 e fu tutore del piccolo Luigi, che nel 1827 rimase orfano del padre. In seguito a questo triste evento, la famiglia si trasferì a Mortara nella casa dei nonni materni. Luigi conseguì la licenza liceale presso i Padri Lateranensi del Convento di Santa Croce. S'iscrisse a Torino alla facoltà di Medicina, ma la passione per la musica, che nutriva fin da ragazzo (era stato allievo dell'organista e compositore don Gaudenzio Bertolli di Mortara) lo distolse dagli studi universitari. Divenne un ricercato maestro e compositore di musica, dotato, secondo i critici, di ottimo talento, ingegno vivace e bizzarro. Si distinse soprattutto come melodista ed autore di musica vocale.
Nel 1853 divenne socio dell'Accademia filarmonica di Torino mentre nel 1861 fu tra i firmatari della petizione volta all'istituzione di un conservatorio statale torinese.
Si sposò nel 1871 e si stabilì a Stradella sino alla morte.

## Opere
Nel 1847 musicò l'Inno mortarese, cantato il 2 novembre per la promulgazione dello Statuto Albertino (1848), scritto su testo della poetessa Annunciata Negri.
Altre sue opere, pubblicate dalle case musicali Lucca e Ricordi di Milano, comprendono quattro melodrammi: l'esordio come operista con Chiarina (Torino, 1853), su libretto di P. A. Balestrini a cui seguirono I falsi monetari (Torino e Mortara, 1854), Tripilla (Novara, 1874), Fra Dolcino (mai rappresentato). 
Nel 1859 l'operetta Verità e buggie, ossia Martuccia Frontino con il libretto di Leone Emanuele Bardare ebbe la prima al Teatro Nuovo di Napoli.
Scrisse, inoltre, varie composizioni per orchestra e per pianoforte (Sinfonia a grande orchestra, Marcia Funebre in morte di Cavour), un'Ave Maria e vari brani di circostanza (melodie, valzer, mazurche, ballate, composizioni sacre e da camera). Dedicò numerose composizioni a diversi membri di Savoia.